# São João do Tigre
Pour les articles homonymes, voir São João.
São João do Tigre est une ville brésilienne du centre de l'État de la Paraíba.
Sa population était estimée à 4 578 habitants en 2007. La municipalité s'étend sur 816 km2.